# 신사는 금발을 좋아해
《신사는 금발을 좋아해》(영어: Gentlemen Prefer Blondes)는 1953년 개봉한 미국의 뮤지컬 코미디 영화이다. 하워드 호크스가 감독을, 솔 C. 시겔이 각본을 맡았다. 아니타 루스 & 조셉 필즈의 동명 뮤지컬의 원작이다.

## 출연

### 주연
- 제인 러셀
- 마릴린 먼로

### 조연
- 찰스 코번
- 엘리엇 레이드
- 토미 누넌
- 조지 윈슬로우
- 마르셀 달리오
- 테일러 홈스

## 기타
- 원작자: 아니타 루스
- 미술: 라일 R. 휠러
- 미술: 조셉 C. 라이트
- 의상: 트라빌라